# Dialectul Schleifer
Dialectul Schleifer (în limbi sorabe Slepjanska narěč, sorabă de jos: [ˈslɛpʲanska ˈnarʲɛtʃ], sorabă de sus: [- ˈnaʁʲɛtʃ]) este un dialect de tranziție al limbilor sorabe superioare și inferioare, vorbit în regiunea Schleife. Printre dialectele sorabe, dialectul Schleifer este cel mai strâns legat de Dialectul Muskau⁠(de)[traduceți], cu al cărui teritoriu lingvistic se învecinează la est. Aceste două dialecte sunt atribuite de către slaviști sorabei inferioare mai degrabă decât sorabei superioare.
Dialectul Schleifer este transmis în principal prin comunicare orală și nu are o limbă scrisă modernă proprie. Prin urmare, documentele în dialectul Schleifer nu corespund niciunei gramatici standardizate sau sunt amestecate cu una dintre cele două limbi sorabe standard.
Fermierul sorab Hanzo Njepila⁠(de)[traduceți] din Rohne, care a fost primul scriitor neclerical care a scris în limba sorabă, și-a scris textele exclusiv în dialectul Schleifer. Una dintre cele mai mari colecții de inscripții istorice în dialectul Schleifer se găsește și pe pietrele funerare istorice ale cimitirului din Rohne.
În cadrul ariei de distribuție, care coincide aproape cu cea a Schleifer Tracht, există mici diferențe între Groß Düben și Halbendorf⁠(de)[traduceți] pe de o parte, și celelalte cinci sate, pe de altă parte.
Asociația Kólesko, fondată în 2011, se ocupă de documentarea, publicarea și conservarea dialectului Schleifer, a cântecelor și a costumului Schleifer. Membrii Kólesko, Juliana Kaulfürst și Dieter Reddo, au primit Premiul Zejler din partea Ministerul pentru Știință, Cultură și Turism din Saxonia⁠(de)[traduceți] în 2018 pentru „contribuția lor remarcabilă la revitalizarea râșniței sorabe”.